# 九龙山镇
九龙山镇，是中华人民共和国重庆市开州区下辖的一个乡镇级行政单位。

## 行政区划
九龙山镇下辖以下地区：
龙翔社区、合兴社区、龙兴村、东坝村、么店村、广佛村、双河村、青云村、仁和村、麒麟村、新寨村、天白村、清狮村、三义村、双城村、卧云村、朝阳村、四合村和大山村。